# ينسي كراسنويارسك (كرة سلة)
ينسي كراسنويارسك (بالروسية: BC Yenisey Krasnoyarsk) هو فريق كرة سلة روسي تأسس في 1993م يقع في كراسنويارسك، روسيا. يلعب في دوري اتحاد في تي بي.

## وصلات خارجية
الموقع الإلكتروني